# Comité Electoral de la Minoría Alemana
El Comité Electoral de la Minoría Alemana (en polaco: Komitet Wyborczy Mniejszość Niemiecka, en alemán: Wahlkomitee der Deutschen Minderheit) representa a la minoría alemana en Polonia en el Sejm, la cámara baja del parlamento polaco. No es un partido político, sino una organización mediante la cual el sistema político de Polonia otorga representación política a las minorías nacionales. Los candidatos de la minoría alemana son propuestos por la Asociación Social-Cultural de Alemanes en Silesia Opole (Towarzystwo Społeczno-Kulturalne Niemców na Śląsku Opolskim) y la Asociación Social-Cultural de Alemanes en el Voivodato de Silesia (Towarzystwo Społeczno-Kulturalne Niemców Województwa Śląskiego).
La minoría alemana apoya la integración polaca con la Unión Europea y el desarrollo de la región de Silesia, y aboga por leyes que apoyen a los grupos minoritarios (en particular, la minoría alemana en Polonia). Como organización que representa a una minoría nacional, no es necesario que supere el umbral electoral del 5% como lo hacen los partidos políticos estándar en Polonia. Ha contado con representación parlamentaria desde las elecciones parlamentarias de 1991, y actualmente cuenta con un escaño. Se presenta exclusivamente en el Voivodato de Opole, y actualmente es la tercera fuerza política en su Asamblea Regional, con 5 de 30 escaños.